# 张忠德
张忠德（1964年9月—），昵称德叔，男，汉族，广西阳朔人，中华人民共和国呼吸内科主任中医师，教授，博士研究生导师，国家级人才奖励计划特岗学者，国家中医药领军人才支持计划——岐黄学者，享受国务院政府特殊津贴专家。1987年4月加入中国共产党。1988年毕业于广州中医学院中医系，同年进入广东省中医院工作，是甄梦初、晁恩祥的弟子，也是甄氏医学的继承、发展者。现任广州中医药大学党委常委、副校长，广东省中医院院长、党委副书记。

## 生平
张忠德于1964年9月出生于广西阳朔县普益乡张家厂村，1983年考入广州中医学院中医系临床专业。1988年毕业后进入广东省中医院工作，同年成为广东省第一批名老中医甄梦初的弟子，成为甄氏医学的继承发展者。张忠德工作的头五年以基础工作为主，之后他选择呼吸道疾病作为研究方向。1995年，张忠德赴钟南山领衔的广州呼吸疾病研究所进修，结合中医理论开展实践，在经历一年半的学习后毕业。
2004年，张忠德又师从国医大师晁恩祥教授抄方学习一年，于此时开始掌握晁老的“治痰十法”“治肺八法”“相反相成法”等疗法，还将其应用范围扩展到胃痞病、更年期综合征、小儿咳喘、失眠等疾病的诊治。张忠德还首次提出“平调五脏论”“支气管扩张症中医分期阶梯疗法”理论体系，在久咳、顽咳、久喘的中医辨治方面有独特见解。
2020年4月，任广州中医药大学副校长（试用1年）。2022年7月，任广东省中医院院长。8月17日，广东省健康教育志愿者服务总队成立，张忠德担任总队长。

### 医疗救治工作
张忠德在2003年担任广东省中医院二沙岛分院急诊科主任时遭遇SARS疫情。疫情发生后，他与护士长叶欣一起参与对急危重非典病人的检查、抢救、治疗和护理工作。工作期间，二人发现有患者病情开始恶化，即为其插管、上呼吸机。由于其操作的高风险性，二人被SARS病毒感染，随即被进入重症监护病房隔离。期间张忠德一度呼吸衰竭，经过及时的中西医结合治疗，在隔离后的第19天治愈出院，而叶欣则因医治无效逝世。在之后的H1N1、H7N9、登革热、寨卡病毒疫情中，张忠德通过中西医结合的疗法诊治患者，同时参与了相关诊治和指南制定工作。

#### 2019冠状病毒病疫情
2020年1月，2019冠状病毒病在中国大陆爆发，张忠德被国家中医药管理局任命为应对新冠肺炎疫情防控工作高级专家组副组长。1月24日，张忠德接组织命令驰援武汉，此前一日他还在家乡阳朔准备过年。武汉支援期间，张忠德担任第二支国家中医医疗队队长，广东省援助湖北应对新冠肺炎疫情医疗队临时党委副书记、援助湖北应对新冠肺炎疫情国家中医医疗队广东团队临时党总支书记，带领团队深入武汉各定点收治医院的隔离病区，并第一个进入隔离病区，会诊大量重症、危重症患者。张忠德带领团队深入武汉金银潭医院、湖北省中西医结合医院、武汉汉口医院的隔离病区，会诊患者150多例；先后接管湖北省中西医结合医院、武汉雷神山医院5个病区共计187张床位，收治患者348人、危重症患者31人、重症患者160人。在治疗上，张忠德积极采取中医、中西医结合的方式为患者治疗，综合运用中药汤剂、中成药口服、针剂以及外治法和传统疗法改善患者症状。该方法后被武汉市疫情防控指挥部医疗救治组认定为官方治疗手段。他还参与制定国家第3—8版《新型冠状病毒感染肺炎诊疗方案》。由于工作辛勤，张忠德在不到半个月内体重减下15斤，并在他的示范带动下，44名队员在抗疫一线提交入党申请书，39名队员成为预备党员。4月5日，张忠德结束支援工作返回广州，在完成14天隔离后再回阳朔探亲。
2021年1至5月，张忠德先后赴河北邢台、云南瑞丽和辽宁营口支援抗疫，在完成营口支援任务返穗后即遭遇本土疫情，随即参与治疗工作。之后他再赴云南瑞丽抗疫，28日赴江苏南京支援当地抗疫工作。此后他又赴福建厦门、甘肃兰州、辽宁大连、陕西西安参与支援抗疫。

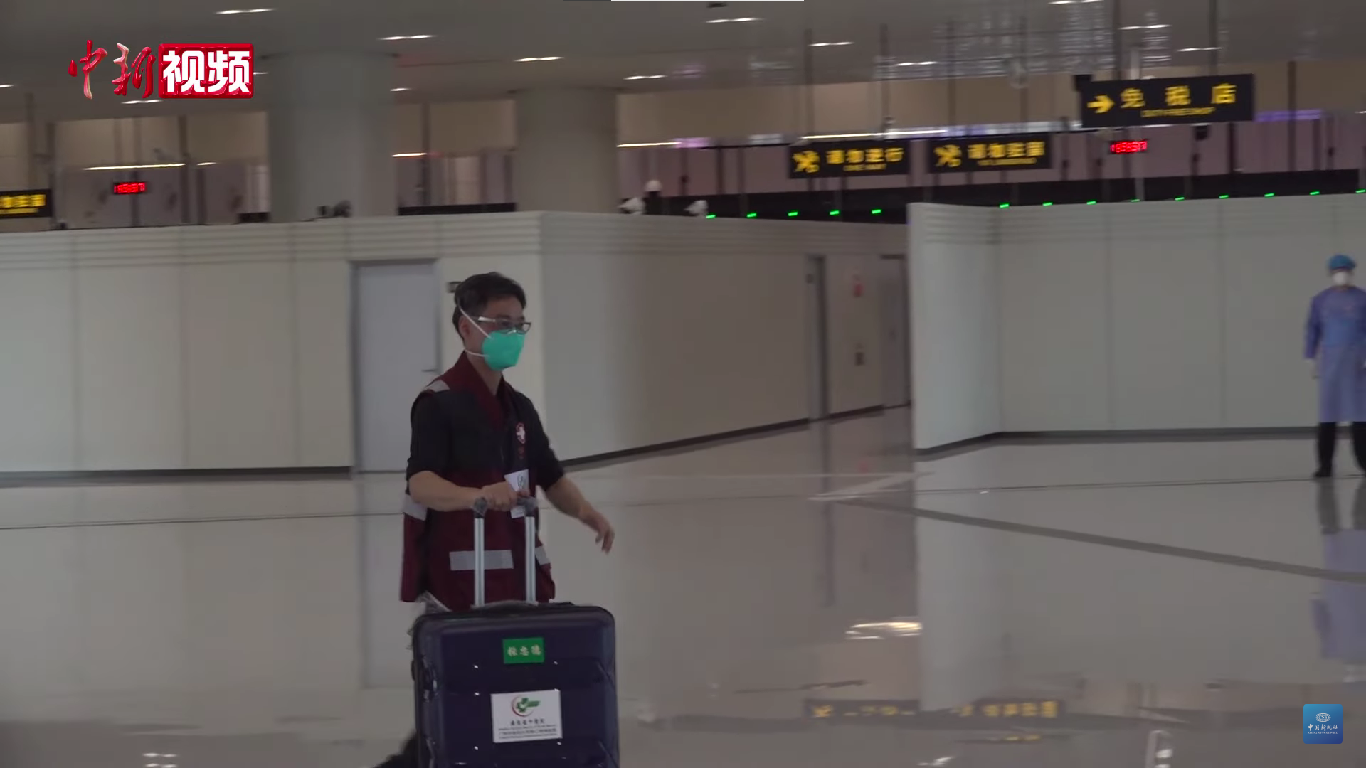
3月16日，张忠德率300人医疗队前往香港支援抗疫

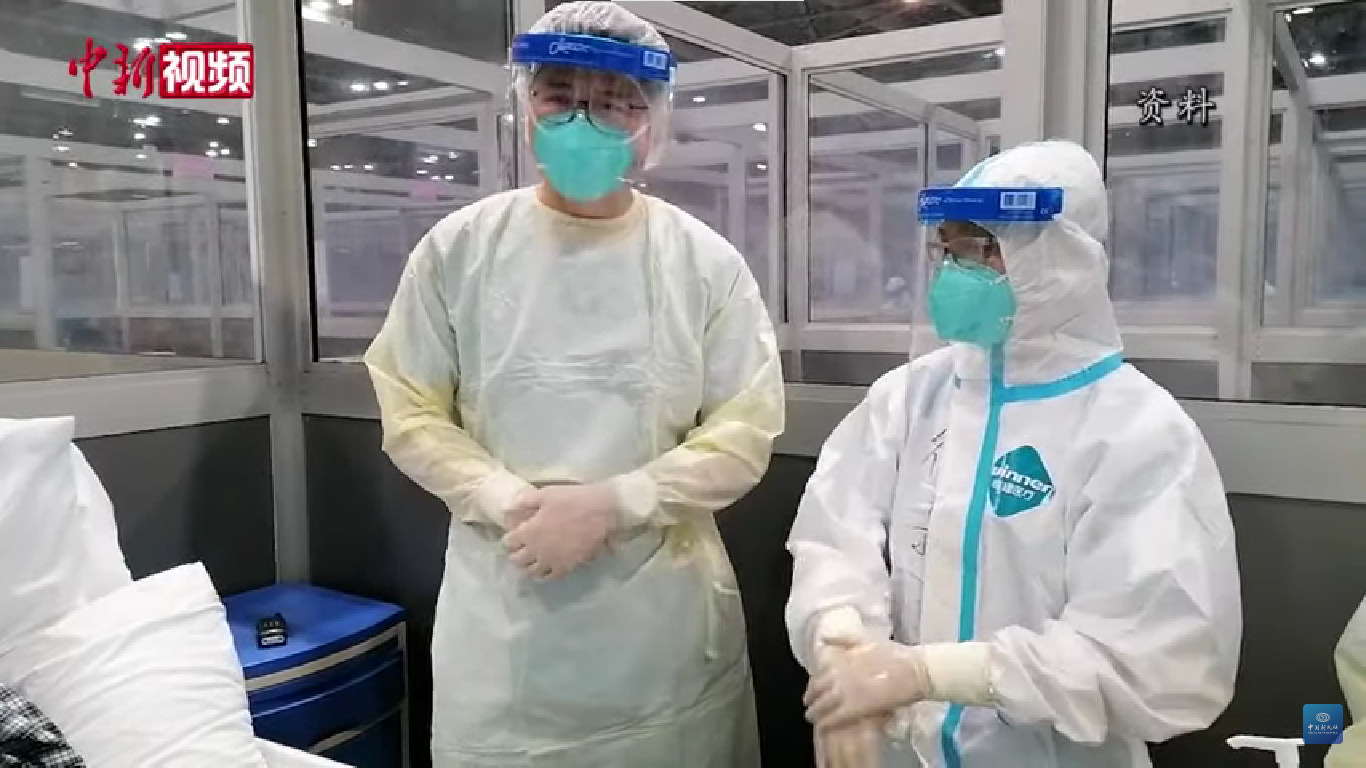
张忠德与同事在亚洲国际博览馆方舱医院诊治新冠患者

2022年3月16日，张忠德率300人医疗队前往香港，参与支援第五波疫情的抗疫任务，并担任中央政府援港抗疫中醫專家組副組長。在香港支援期间，他详细掌握每一名患者的症候特征，尤其是老年患者的病情变化，再协助香港医管局完善诊疗方案、投入应用。其中西医协同的诊疗模式得到香港医管局的认可，并实现多项“突破”。5月19日，张忠德在完成工作后结束休整返穂。2022年10月海珠区爆发疫情后，张忠德率曾奔赴全国各地抗疫的专家进驻海珠抗疫，后又驰援澳门指导抗疫。

## 成就
2019冠状病毒病疫情期间，张忠德曾参加中华人民共和国科技部应急重点专项，配合完成相关科研任务，参与国家重点研发计划2项。在全国率先提出重症和危重症中西医预警指标，创新“扶正解毒”重大疫病救治理论，研发“扶正解毒颗粒”“健儿解毒颗粒”实现成果转化。

## 荣誉
张忠德曾获“全国优秀共产党员”、“全国抗击新冠肺炎疫情先进个人”、“全国卫生系统抗击非典先进个人”、“中国医师奖”、“第二届全国名中医”、“最美医生”、“第八届全国道德模范提名奖”、“南粤突出贡献奖”、“南粤楷模”、“广东省‘抗击传染性非典型肺炎一等功’”、“广东省最美科技工作者”等荣誉。